# Constantin von Kaufmann
Pour les articles homonymes, voir Kaufmann.
Constantin Petrovitch von Kaufmann (Константин Петрович фон Кауфман en russe) (né le 2 mars 1818 et décédé le 16 mai 1882), est le premier gouverneur général du Turkestan russe.

## Biographie
Constantin von Kaufmann nait dans une famille d'origine autrichienne immigrée en Russie au XVIIIe siècle et convertie depuis longtemps à l'orthodoxie. Il étudie à l'Académie du Génie de Saint-Pétersbourg et, à partir de 1844, sert au Caucase. Pendant la guerre de Crimée, il commande un bataillon du Génie. Il participe à la bataille de Kars et, à la place du général Mouraviev, présente la capitulation de ses forces à l'Anglais William Fenwick Williams. 
En 1861, il est nommé directeur de la chancellerie du ministère de la guerre, alors que le comte Milioutine était ministre de la guerre. Il participa à des commissions afin de réorganiser l'armée impériale. En 1865, il est nommé gouverneur-général du kraï du Nord-Ouest qui comportait les gouvernements de Russie blanche et de Wilno. 
En 1867, il est nommé gouverneur-général du commandement militaire de l'armée du Turkestan. C'est à cette époque que Samarcande est prise (1868), ainsi que Khiva (1873) et qu'il conclut le traité de paix de Guendeman instituant un protectorat russe sur le khanat de Khiva. En 1875, le khanat de Kokand s'unit à l'Empire russe et est englobé dans le nouvel oblast de Ferghana, en 1876, commandé par le général Skobelev.

## Colonisation du Turkestan russe

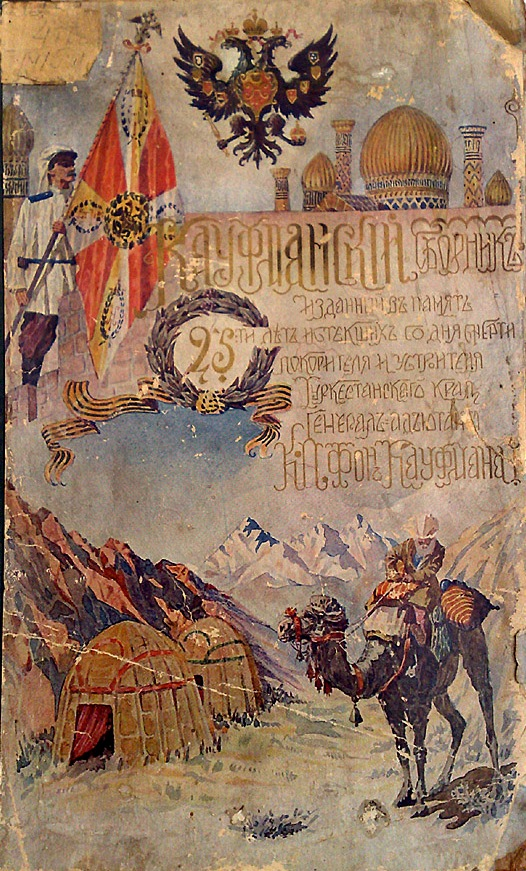
La Collection Kaufmann est un recueil publié en 1910 pour commémorer le 25e anniversaire de la mort de Constantin von Kaufmann.

Lorsqu'il prend ses fonctions à la tête de l'armée du Turkestan russe, le général von Kaufman a pour priorité la définition du statut des populations locales, l'exploitation et la modernisation du Turkestan. Si ses pouvoirs sont quasi régaliens, il défend toutefois les droits des peuples de la région, parmi lesquels l'exemption de service militaire. Pour rendre la présence russe visible, il met en œuvre la construction d'une nouvelle ville de Tachkent avec une ville neuve à côté de l'ancienne. La gestion de la ville est modernisée et, en 1875, un gouvernement municipal est créé. Il fait planter de nombreux arbres dans la ville, mène une politique d'amélioration de la production agricole et commande une étude sur l'exploitation du coton. Il initie aussi la construction d'une voie ferrée dont le premier tronçon partait de la Mer Caspienne à Michaïlovsk jusqu'à Kizil-Arvat puis Merv en 1885 (après sa mort).
À Tachkent, le  général von Kaufmann fonde la douma municipale et la bibliothèque publique (devenue aujourd'hui la bibliothèque nationale d'Ouzbékistan).
Kaufmann s'est adressé également à des orientalistes , des  ethnographes  qui posaient le problème du changement historique du passage de la barbarie à la civilisation pour les peuples d'Asie centrale. Il invite aussi le peintre Vassili Verechtchaguine (en 1868 et 1870) qui réalisera la Série du Turkestan qui aidera à faire connaitre le pays en Russie. À leurs yeux la conduite de ceux-ci à la civilisation conçue comme la culture occidentale était un devoir pour l'État russe. Le temps requis pour y arriver restait difficile à déterminer. Kaufmann aimait aussi à s'entourer d'officiers cultivés, dont certains connaissaient les langues locales. Il développa aussi très tôt l'usage de la statistique pour administrer sa région. Le Turkestan montra l'exemple en matière de colonisation et manifesta aux yeux des Occidentaux la capacité d'intégrer avec succès des populations musulmanes à l'empire impérial. Cela démontrait de manière convaincante que le clé de la puissance russe était en Asie.       
Le général von Kaufmann meurt à Tachkent, le 16 mai 1882, et est enterré à l'endroit où se trouve aujourd'hui la place Kaufmann avec sa statue. Sept ans plus tard, lorsque la cathédrale militaire est construite, on enterre sa dépouille près du mur sud. Le général Mikhaïl Tcherniaïev lui succède.

## Hommages
- Jusqu'en 1928, le Pic Lénine qui se trouve dans le Pamir, vers le Transaltaï, était nommé en son honneur « Pic Kaufmann ».
- Le directeur du jardin botanique impérial de Saint-Pétersbourg, Eduard von Regel, a donné son nom à plusieurs espèces de plantes d'Asie centrale étudiées par lui, comme Eremurus kaufmannii, Gentiana kaufmanniana, Primula kaufmanniana, Tulipa kaufmanniana, etc.